# 集群
集群（しゅうぐん、英: aggregate）は、国際動物命名規約第4版において、属内の種の集合のうち亜属以外のもの、または亜属内の種のなんらかの集合、種内の亜種のなんらかの集合を指す用語である。集群の学名は、丸括弧に入れた種階級群を用いて記すことができる。
種集群（しゅしゅうぐん、aggregate of species）は、属や亜属をまたぐことのない、亜属以外の種の集合体である。種群（しゅぐん、species group）や複合種群（ふくごうしゅぐん、species complex）ともいう。命名規約上では階級は定められていないが、著者によっては上種（じょうしゅ、superspecies）などの階級が与えられることがある。国際藻類・菌類・植物命名規約では、亜属と種の間の階級には節（せつ、section）や列（れつ、series）が置かれる。
亜種集群（あしゅしゅうぐん、aggregate of subspecies）は種をまたぐことのない、亜種の集合体である。

## 学名の形成
動物の種名は二語名法の原理（binominal nomenclature）に基づき、二語名という属名（第一名）と種小名（第二名）の結合によって示される。また、亜種名は種名に亜種小名を続けた三語名として示される。集群に対する学名は、亜属名とともに挿入名（interpolated name）として扱われ、二語名や三語名の語数として数えられない。

### 国際動物命名規約 条6.2
集群に与えられる学名について書かれた規約は国際動物命名規約における条6.2である。以下に、原文を引用する。
6.2. Names of aggregates of species or subspecies
A specific name may be added in parentheses after the genus-group name, or be interpolated in parentheses between the genus-group name and the specific name, to denote an aggregate of species within a genus-group taxon; and a subspecific name may be interpolated in parentheses between the specific and subspecific names to denote an aggregate of subspecies within a species; such names, which must always begin with a lower-case letter and be written in full, are not counted in the number of words in a binomen or trinomen. The Principle of Priority applies to such names [Art. 23.3.3]; for their availability see Article 11.9.3.5.
英語版と同様、正文（official text）として扱われる日本語版では、以下の通り訳されている。
6.2．種の集群や亜種の集群に与えられた学名．
種小名を丸括弧にくるんで属階級群名の後ろへ付加，あるいは属階級群名と種小名の間へ挿入し，ある属階級群タクソン内の種のひとつの集群を示すことができる．亜種小名を丸括弧にくるんで種小名と亜種小名の間へ挿入し，ある種内の亜種のひとつの集群を示すことができる．そのような小名は，つねに小文字で書き始め，かつ，略さずに書かなければならず，二語名や三語名の語数には数えない．先取権の原理は，このような学名にも適用する［条23.3.3］．それらの適格性については条11.9.3.5 を見よ．

### 挿入名を挿入した学名
三語名に亜属名、種集群名、亜種集群名を挿入すると、以下のように表示できる。ただし、普通よく用いられる挿入名は亜属名のみである。
| Aus  | (Bus)  | (cus)    | dus    | (eus)      | fus      |
| 属名 | 亜属名 | 種集群名 | 種小名 | 亜種集群名 | 亜種小名 |

種集群名を含む学名に対応させると以下の通りになる。なお、立体で書かれた部分は著者の引用である。
| Ornithoptera |                | (priamus) | lydius | Felder, 1865         |
| 属名         | 亜属名（なし） | 種集群名  | 種小名 | 著者名, 公表した日付 |

### 略記
また、ある学名を最初に言及するときは全ての要素を略さずに書くべきであるが、種名における属名や亜種名における種小名は、曖昧でない方法でその頭文字などにピリオドを添えて示すことができる。しかし、集群名は略記することができない。

### 集群の階級
種集群の指す階級は、著者が示すことができる。例えば、命名規約上定められていない「上種 superspecies」や「超種」などの階級の意味を種集群名に与えることができる。このような集群の付加的な分類階級を著者が示したい場合、種階級群名を用いる最初の場所で挿入された種階級群名と同じ丸括弧に入れて示すべきであるということが勧告6Bに示されている。以降は略すことができる。また、亜種の集群は exerge と呼ばれる階級に置かれたことがある。
Recommendation 6B. Taxonomic meaning of interpolated names. An author who wishes to denote an aggregate at either of the additional taxonomic levels mentioned in Article 6.2 should place a term to indicate the taxonomic meaning of the aggregate in the same parentheses as its interpolated species-group name on the first occasion that the notation is used in any work.
勧告6B．挿入された種階級群名の分類学的意味． 条6.2 で述べる付加的な分類階級のどれかに位置する集群を示したいと思う著者は，どんな著作物のなかであれその表記法を使う最初の場所で，その集群の分類学的意味を表す用語を，挿入された種階級群名と同じ丸括弧へ入れるべきである

## 実例

### 種集群名
以下は国際動物命名規約 第4版中に挙げられている例である。
鱗翅目の1属、トリバネアゲハ属 Ornithoptera Boisduval, 1832 のなかで種 O. priamus (Linnaeus, 1758) は，他に O. lydius Felder, 1865 や O. croesus Wallace, 1865 を含む地理的姉妹種 (vicarious species) の集群のなかでもっとも古く命名された構成員である。O. priamus 集群に与える分類学的意味は、"Ornithoptera (superspecies priamus)" という表記法で表すことができ、その集群の構成員（種の集群を構成する種）は"O. (priamus) priamus  (Linnaeus, 1758)"、"O. (priamus) lydius Felder, 1865"，"O. (priamus) croesus Wallace, 1865"という表記法で表すことができる。

### 亜種集群名
国際動物命名規約 第4版中では省かれているが、国際動物命名規約 第3版中には以下の亜種集群名の実例が挙げられている。
Mellicta athalia (Rottemburg, 1775)という種内に、最初は亜種として命名された2つの亜種集群 M. athalia athalia および M. athalia nevadensis (Ch. Oberthür, 1904)がある。これらの亜種集群それぞれにおける亜種間の関係は"M. athalia (exerge athalia) athalia (Rottemburg, 1775)" 、"M. athalia (athalia) norvegica (Aurivillius, 1888)" 、"M. athalia (exerge nevadensis) nevadensis (Ch. Oberthür, 1904)"、"M. athalia (nevadensis) celadussa (Fruhstorfer, 1910)"と示すことができる。

## 先取権の原理
先取権は集群を表す名前に対しても用いられる。このことは、国際動物命名規約 第4版 条23.3.3で示される。原文および日本語版を示す。
23.3.3. The Principle of Priority applies to interpolated specific names added in parenthesis after a genus-group name to denote aggregates of species or interpolated in parenthesis between specific and subspecific names to denote aggregates of subspecies [Art. 6.2]. The precedence of such an interpolated name is that which it has in the species group (see Article 11.9.3.5).
23.3.3. 先取権の原理は，種の集群を示すために属階級群名の後ろに丸括弧にくるんで追加的に挿入された種小名，または，亜種の集群を示すために種小名と亜種小名の間に丸括弧にくるんで挿入された亜種小名に適用する［条6.2］．そのような挿入された小名の優先権は，種階級群においてその学名がもつ優先権と等しい（条11.9.3.5 を見よ）．
つまり、種集群名は、それに含まれる種名の優先権に従うので、その種集群により古い命名年を持つ古参の種が加われば、種集群名はそれに取って代わられる。亜種集群名も同様である。

### 適格性
また、上記の条23.3.3で引用されるように、種階級群名のうち最初から挿入名として公表されたものは適格とはならないことが条11.9.3.5で示されている。例えば、Aus (bus) superspec. nov. のように上種として設立した学名は不適格名となる。以下に引用する。
11.9.3.5. a species-group name first published as an interpolated name [Art. 6.2] cannot be made available from that act;
11.9.3.5．種階級群名であって，最初から挿入名［条6.2］として公表されたものは，その行為によっては適格になり得ない．